# Distrito de Jalpaiguri
Jalpaiguri (en bengalí: জলপাইগুড়ি জেলা) es un distrito de la India situado en el estado de Bengala Occidental. Según el censo de 2011, tiene una población de 2 381 596 habitantes.
Comprende una superficie de 3386.18 km².
Su centro administrativo es la ciudad de Jalpaiguri.